# Toby Harries
Toby Harries (* 30. September 1998 in Brighton) ist ein britischer Leichtathlet, der sich auf den Sprint spezialisiert hat. 2024 gewann er in Paris die Bronzemedaille über 4-mal 400 Meter bei den Olympischen Spielen.

## Sportliche Laufbahn
Erste internationale Erfahrungen sammelte Toby Harries im Jahr 2015, als er bei den Jugendweltmeisterschaften in Cali in 20,92 s den sechsten Platz im 200-Meter-Lauf belegte und bei den anschließend stattfindenden Commonwealth Youth Games in Apia in 20,56 s die Silbermedaille gewann. 2017 siegte er bei den U20-Europameisterschaften in Grosseto in 20,81 s und 2019 belegte er bei den U23-Europameisterschaften in Gävle in 21,17 s den vierten Platz. Zudem qualifizierte er sich mit der britischen 4-mal-400-Meter-Staffel für die Weltmeisterschaften in Doha, bei denen er im Finale aber nicht das Ziel erreichte. Bei den World Athletics Relays 2024 auf den Bahamas verhalf er der 4-mal-400-Meter-Staffel zum Einzug in die Finalrunde und damit einen Startplatz bei den Olympischen Spielen in Paris. Anschließend belegte er bei den Europameisterschaften in Rom in 3:01,89 min den siebten Platz im Staffelbewerb. Im August verhalf er der Staffel bei den Olympischen Sommerspielen in Paris zum Finaleinzug und trug damit zum Gewinn der Bronzemedaille bei.
In den Jahren 2016 und 2022 wurde Harries britischer Hallenmeister im 200-Meter-Lauf.

## Persönliche Bestleistungen
- 100 Meter: 10,55 s (+1,5 m/s), 18. September 2020 in London
  - 60 Meter (Halle): 6,79 s, 7. Februar 2018 in Newham
- 200 Meter: 20,65 s (+0,2 m/s), 12. Mai 2023 in Dubai
  - 200 Meter (Halle): 20,99 s, 27. Februar 2022 in Birmingham
- 400 Meter: 45,81 s, 25. Mai 2024 in Brüssel